# Distretto di Bijiang
Il distretto di Bijiang (碧江区S, Bìjiāng QūP) è un distretto della Cina, situato nella provincia del Guizhou e amministrato dalla prefettura di Tongren.